# Udo (prénom)
Pour les articles homonymes, voir Udo.
Cette page présente le prénom Udo ainsi que ses variantes.
Udo est un prénom germanique. Il est composé du radical provenant du haut-germanique Udal ou Ul comme Ulrich, qui signifie « l'héritage », « la propriété ».

## Personnalités portant ce prénom
- Udo Beyer (athlète)
- Udo Bölts (cycliste)
- Udo Deeke (homme politique)
- Udo Dirkschneider (chanteur des groupes Accept et U.D.O.)
- Udo Heilmann (commandant)
- Udo Horsmann (joueur de football)
- Udo Jürgens (chanteur)
- Udo Kier (comédien)
- Udo Kiessling (joueur de hockey sur glace )
- Udo Lattek (coach football)
- Udo Lindenberg (chanteur)
- Udo de Neustrie (noble)
- Udo Reinemann (Baryton)
- Udo Steinke (écrivain)
- Udo Ulfkotte (journaliste et essayiste)
- Udo Quellmalz (judoka)
- Udo Voigt (homme politique d'extrême-droite)
- Udo Wagner (fleurettiste)
- Udo Zimmermann (musicien et compositeur allemand)